# GITO Gent
Het GITO Gent was een school die technisch onderwijs heeft ingericht in Gent. De naam is een afkorting welke staat voor Gemeentelijk Instituut voor Technisch Onderwijs. Dit onderwijs werd ingericht door de stad Gent. Sinds 1 september 2009 is het GITO gefusioneerd met KTA-Groenkouter St-Amandsberg en behoort het nu tot het gemeenschapsonderwijs GO!.
Het KTA-GITO was gevestigd op 3 plaatsen:
- Jef Crickstraat in St-Amandsberg
- Groenkouter in St-Amandsberg
- Wittemolenstraat in St-Amandsberg

## Geschiedenis
- In 1839 richtte Charles Louis Carels in Gent een constructiewerkhuis op, waarin al vroeg kleine stoommachines werden gemaakt. De firma Carels richtte de eerste vakschool "Carels" in België op te Gent naast zijn ateliers. Deze was gevestigd aan de Offerlaan te Gent. Er is nog altijd een fonds van Carels waarvan de intresten dienen om de school te financieren.
- Textielinstituut Henri Story: dit was een grote school die gespecialiseerd was in textielonderwijs. Gent was toen een belangrijke textielstad.
- SI Bouwbedrijf H. Nicaise: dit was een grote school voor de bouwsector. De Bouwschool zet deze traditie verder.
- MS Ser Raes

Deze vier scholen vormden het Stedelijk Technisch Instituut STI Carels-De Ridder-Story.  
Het GITO startte in de gebouwen van het 1874 Nieuw Sint-Elisabethbegijnhof te Sint-Amandsberg. Het werd opgericht door het gemeentebestuur van Sint-Amandsberg. Deze beide scholen fusioneerden bij de fusie van de gemeenten Gent en St-Amandsberg. Bij de fusie met de stad Gent kwamen beide technische scholen onder dezelfde inrichtende macht. De nieuwe naam van de fusieschool werd GITO Gent. 
In 2008 kwam een nieuwe fusie met het gemeenschapsonderwijs GO!. Het GITO fuseerde op 1 september 2009 met KTA Groenkouter St-Amandsberg.

## Afdelingen
TSO
- Elektro-Mechanica
- Podiumtechnieken

BSO
- Hout
- Lassen
- Elektriciteit